# Lloyd Hall
Pour les articles homonymes, voir Hall.
Lloyd Augustus Hall, né le 20 juin 1894 à Elgin (Illinois) et mort le 2 janvier 1971 à Pasadena, est un chimiste et l'inventeur de plusieurs techniques de conservation des aliments à base de chlorure de sodium pour Griffith Laboratories.

## Biographie
Issu d'une famille afro-américaine, Lloyd Hall a étudié à l'Université Northwestern en chime et pharmaceutique puis à l'université de Chicago.
Durant la Première Guerre mondiale, il intègre l'"Ordnance Corps (United States Army)" une section de développement d'armement de l'US Army.
En 2004, il est rentré au National Inventors Hall of Fame.